# Storm Boy (2019)
Storm Boy ist ein Filmdrama von Shawn Seet, das am 6. Januar 2019 in Victor Harbor seine Premiere feierte und am 17. Januar 2019 in die australischen Kinos kam. Der Film basiert auf dem gleichnamigen Jugendbuch von Colin Thiele.

## Handlung
Ein kleiner Junge wächst an der wunderschönen, aber unbewohnten Küste Südaustraliens auf. Er rettet drei verwaiste Pelikane und zieht diese auf. Zwischen dem weißen Jungen und einem Aborigine, mit dem gemeinsam er versucht, die Pelikane vor Wilderern zu beschützen, entwickelt sich eine Freundschaft, was seinem Vater, der als Fischer arbeitet, im ersten Moment nicht gefällt.

## Produktion

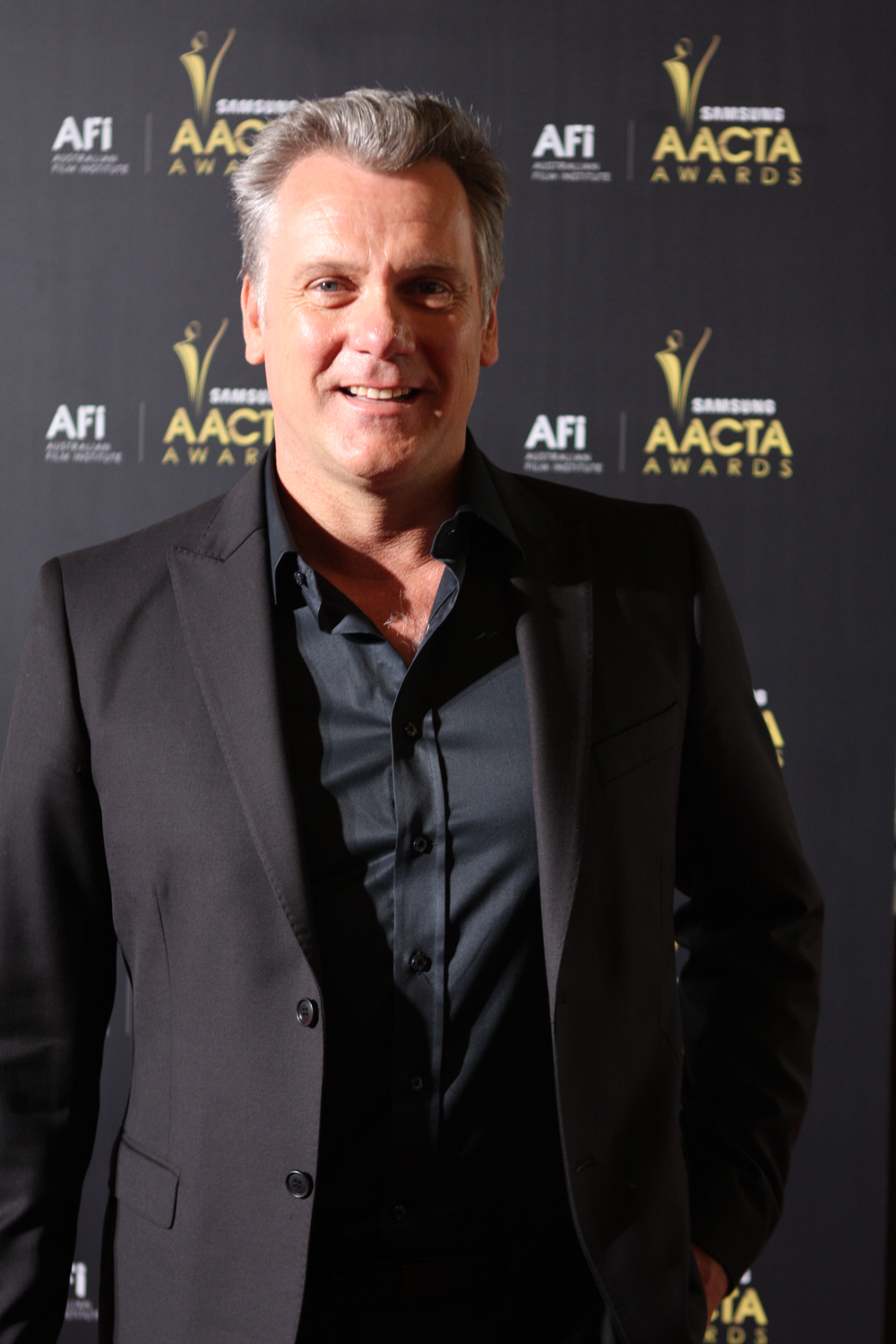
Erik Thomson spielt im Film Malcolm Downe

Es handelt sich bei dem von dem Oscarpreisträger Geoffrey Rush produzierten Film um eine Adaption des gleichnamigen Jugendbuchklassikers von Colin Thiele. Regie führte Shawn Seet während Justin Monjo den Roman für den Film adaptierte. Eine erste Verfilmung wurde 1976 veröffentlicht. Damals spielte David Gulpilil die Rolle des Fingerbone Bill, in der Neuverfilmung ist er als Fingerbone Bills Vater zu sehen.
Die Dreharbeiten fanden im Frühjahr 2017 unter anderem im Coorong National Park, am Lake Alexandrina, am Ninety Mile Beach, in Port Noarlunga, am Horseshoe Bay und am St. Vincent Gulf und in den Adelaide Studios in Glenside statt. Als Kameramann fungierte Bruce Young.
Der Film feierte am 6. Januar 2019 in Victor Harbor seine Premiere und kam am 17. Januar 2019 in die australischen Kinos. Ein Start in den USA erfolgte am 5. April 2019. Ende September, Anfang Oktober 2019 soll er beim Zurich Film Festival gezeigt werden.

## Rezeption
Insgesamt stieß der Film bei den Kritikern auf positives Echo.